# Timothy Guy
Pour les articles homonymes, voir Guy.
Timothy "Tim" Guy, né le 16 mai 1989 à Orange, est un coureur cycliste australien.

## Biographie
Alors qu'il est membre de l'équipe Ride Sport Racing, Timothy Guy arrête subitement le cyclisme en 2009, en raison d'une lourde dépression. Il ne reprend le vélo qu'en 2014, grâce à son entraîneur Mark Windsor qui le convainc de rejoindre la formation Search2retain-Health.com.au. Il bénéficie de l'aide d'un psychologue. 
En 2016, il intègre équipe continentale taïwanaise Attaque Gusto. Au mois de février, il s'impose en solitaire sur la quatrième étape du Tour des Philippines.

## Palmarès et résultats

### Palmarès par année
- 2016
  - 4e étape du Tour des Philippines

### Classements mondiaux
| Année         | 2016 |
| ------------- | ---- |
| UCI Asia Tour | 410e |